# Feuerwehr in Neuseeland

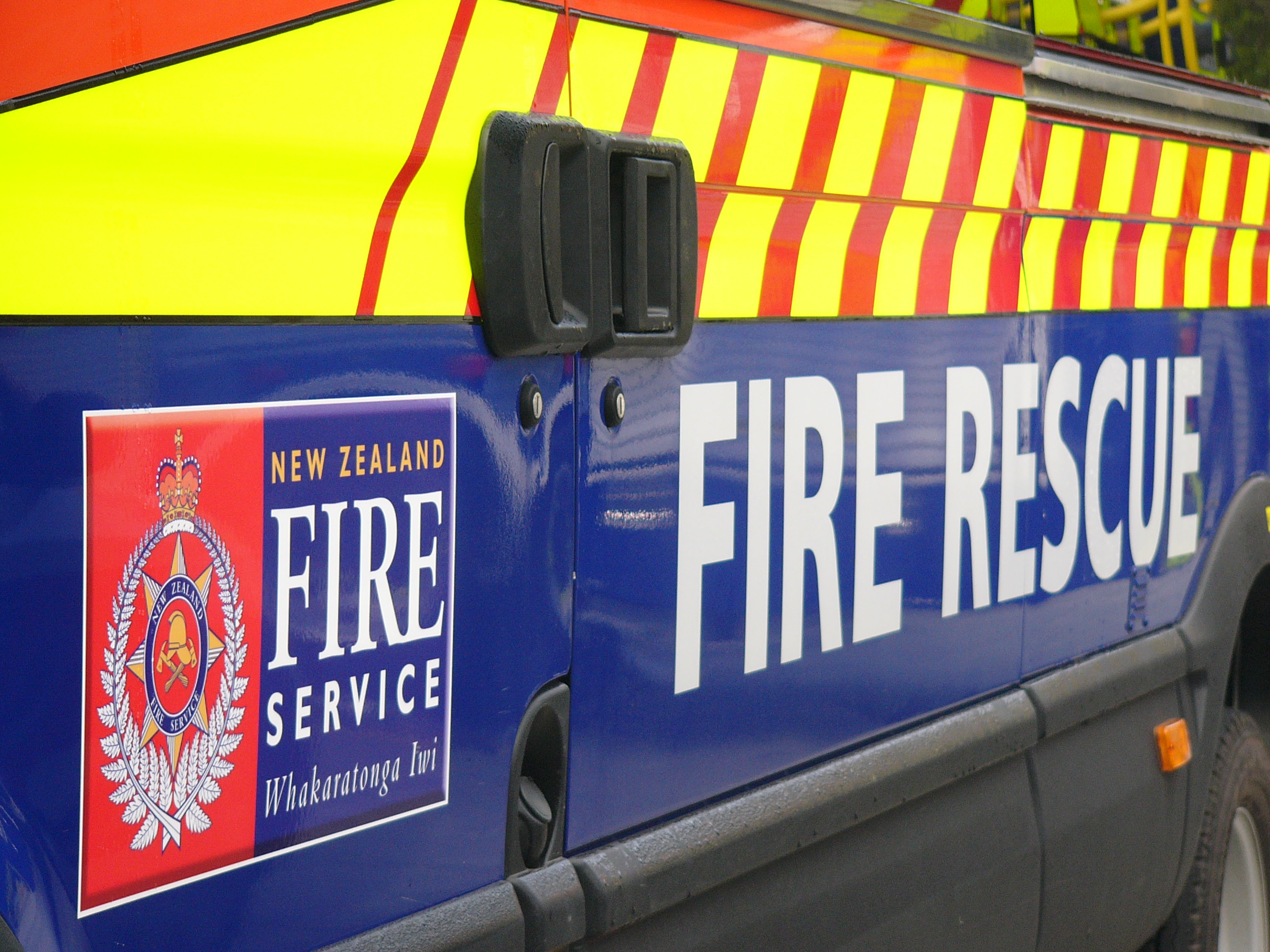
Logo Fire Service Neuseeland

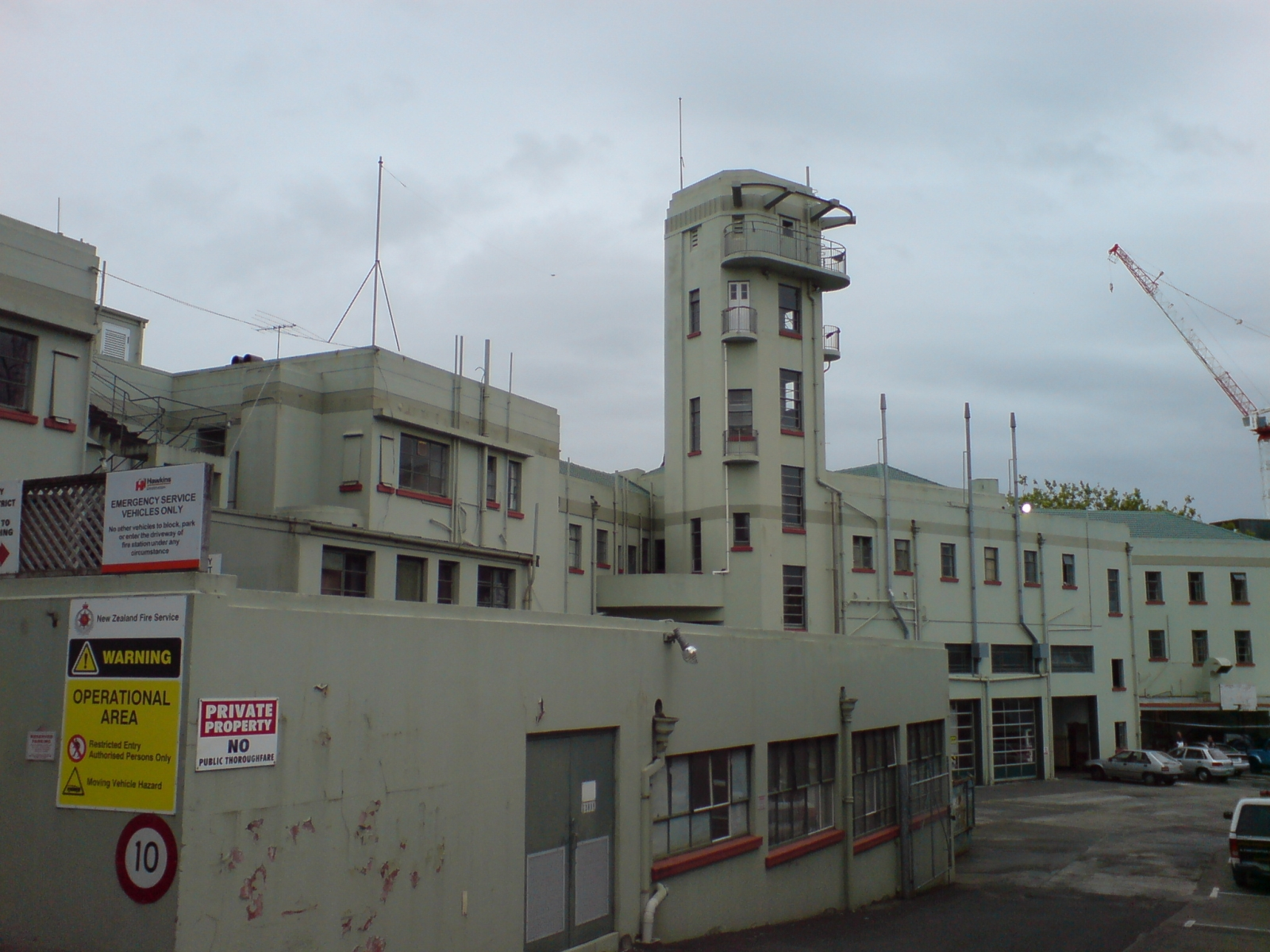
Feuerwache in Auckland City

Die Feuerwehr in Neuseeland, Fire and Emergency New Zealand genannt, gehört mit nahezu 15.000 aktiven Feuerwehrleuten zu den größten Feuerwehren in Ozeanien.

## Allgemeines
In Neuseeland bestehen 653 Feuerwehrhäuser und Feuerwachen, in denen 714 Löschfahrzeuge und 31 Drehleitern bzw. Teleskopmaste für Feuerwehreinsätze bereitstehen. Insgesamt sind 14.632 Personen, davon 2.785 Berufsfeuerwehrleute und 11.847 freiwillige Feuerwehrleute, im Feuerwehrwesen tätig. Der Frauenanteil beträgt 15 %. Die neuseeländischen Feuerwehren wurden im Jahr 2019 zu 83.359 Einsätzen alarmiert, dabei waren 23.258 Brände zu löschen. Hierbei wurden 33 Tote bei Bränden von den Feuerwehren geborgen.

## Geschichte
Neuseelands erste Freiwillige Feuerwehr (FF) wurde im Jahr 1854 in Auckland gegründet. Danach gründeten sich jeweils eine FF 1860 in Christchurch, 1861 in Dunedin und 1865 in Wellington. Das Gesetz Municipal Corporation Act von 1867 erlaubte den Stadt- und Gemeinderäten, Feuerwehren zu gründen und Brandinspektoren zu ernennen, wodurch die ersten Berufsfeuerwehren gegründet wurden. Das Gesetz Fire Brigades Act von 1906 richtete lokale Brandschutzbehörden ein und erhob Abgaben von der Zentralregierung, den lokalen Behörden und Versicherungsgesellschaften, um die Kosten für den abwehrenden Brandschutz zu decken.
Im Sommer 1945/46 bedrohte ein großer Busch- und Waldbrand die Stadt Taupo und blockierte die Rotorua-Taupo Road. Als Reaktion darauf etablierte das Forest and Rural Fires Act 1947 die moderne ländliche Feuerwehr.
Am 18. November 1947 brannte das Kaufhaus Ballantynes in Christchurch nieder, wobei 41 Angestellte ums Leben kamen. Die daraus resultierende königliche Untersuchungskommission stellte fest, dass das Evakuierungskonzept des Geschäfts unzureichend war, die Feuerwehr nur sehr spät über das Feuer informiert wurde und die Feuerwehrleute nicht richtig ausgebildet oder ausgerüstet waren. Die Kommission schlug eine nationale Feuerwehr vor, die jedoch abgelehnt wurde. Das Fire Services Act von 1949 richtete stattdessen den Fire Service Council ein, um städtische Feuerwehren zu koordinieren, die Feuerwehrausbildung zu leiten und Ausrüstung zu verteilen. Im Jahr 1958 wurde die erste nationale Feuerwehrschule gegründet. Am 29. September 1958 wurde der erste 111-Notrufdienst für die Städte Masterton und Carterton eingeführt und in den 1960er und 1970er Jahren schrittweise landesweit ausgebaut.
Das Fire Service Act von 1975 ersetzte den Fire Service Council durch eine neue Fire Service Commission und verband lokale Feuerwehren und städtische Freiwillige Feuerwehren zum New Zealand Fire Service. Mit dem Forest and Rural Fires Act von 1977 wurde die National Rural Fire Authority unter der New Zealand Fire Service Commission eingerichtet, um die verschiedenen ländlichen Feuerwehrbehörden zu koordinieren.
Die nationale Organisation Fire and Emergency gründete sich am 1. Juli 2017 offiziell und bündelt seitdem die neuseeländische Feuerwehr, die National Rural Fire Authority sowie 38 ländliche Feuerwehrbezirke und Territorialbehörden.